# Lawrence' lijster
De Lawrence' lijster (Turdus lawrencii) is een zangvogel uit de familie lijsters (Turdidae) en is een meester in het imiteren van andere vogels.

## Verspreiding en leefgebied
Deze soort komt voor in Bolivia, Brazilië, Colombia, Ecuador, Peru en Venezuela.

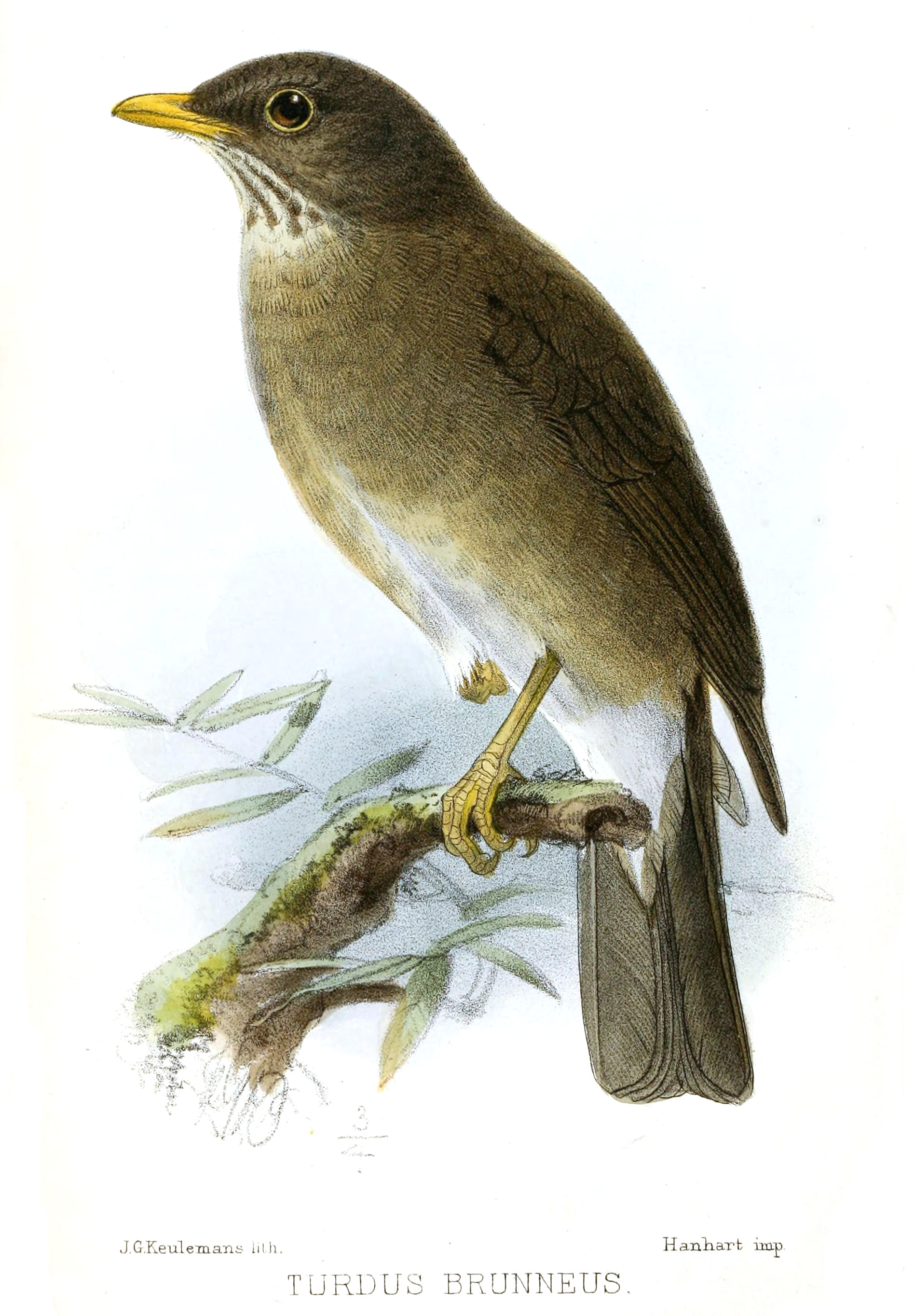